# Psivka
Psivka (Mutinus) je rod houby z čeledi hadovkovitých (Phallaceae). Jsou velice podobné hadovkám.

## Druhy
Patří do něj druhy:
- psivka bambusová (Mutinus bambusinus)
- psivka obecná (Mutinus caninus)
- psivka sličná (Mutinus elegans)
- psivka Ravenelova (Mutinus ravenelii)